# Menciîci, Ivanîci
Menciîci (în ucraineană Менчичі) este un sat în comuna Sosnîna din raionul Ivanîci, regiunea Volînia, Ucraina.

## Demografie
Componența lingvistică a localității Menciîci
     Ucraineană (99,37%)
     Alte limbi (0,63%)
Conform recensământului din 2001, majoritatea populației localității Menciîci era vorbitoare de ucraineană (99,37%), existând în minoritate și vorbitori de alte limbi.